# Елиан (платоник)
Вижте пояснителната страница за други личности с името Елиан.
Елиан (на гръцки: Αἰλιανός Ailianós; на латински: Aelianus) e древен философ-платоник от 2 век.
Елиан пише един коментар за Платоновия диалог Тимей в две книги, от които са запазени само фрагменти.

## Издания
- Ingemar Düring (Hrsg.), Porphyrios, Kommentar zur Harmonielehre des Ptolemaios. Olms, Hildesheim 1978, ISBN 3-487-06667-X